# 朱林镇
朱林镇，是中华人民共和国江苏省常州市金坛下辖的一个乡镇级行政单位。

## 行政区划
朱林镇下辖以下地区：
东林社区、西岗社区、朱林村、咀头村、五联村、巷头村、长兴村、王家村、红旗圩村、三星村、李巷村、沙湖村、西岗村、高桥村、土山村、唐王村和黄金村。